# Daiana Falfán
Daiana Micaela Falfán (Hurlingham, 14 ottobre 2000) è una calciatrice argentina, centrocampista dell'UAI Urquiza e della nazionale femminile argentina.

## Carriera

### Nazionale
Falfán inizia ad essere convocata dalla Federcalcio argentina (AFA) dal 2019, chiamata dall'allora commissario tecnico Carlos Borrello in occasione dell'amichevole con il Paraguay del 7 novembre di quell'anno, dove debutta rilevando Natalie Juncos al 34' dell'incontro vinto dalle Albicelestes per 2-1.
Nel frattempo viene convocata anche in Under-20, selezionata dalla coppia Borrello-Analía Hirmbruchner per disputare la 9ª edizione del CONMEBOL Sudamericano Femenino Sub-20 in quell'anno organizzato dall'AFA. Nel torneo Falfán scende in campo in tutti i quattro incontri disputati dalla sua nazionale nella fase preliminare prima che fosse prima sospeso e poi definitivamente cancellato come misura preventiva alla diffusione della pandemia di COVID-19 in America meridionale.
Con l'arrivo del nuovo ct Germán Portanova sulla panchina della nazionale argentina, Falfán ha iniziato a essere una presenza fissa nella rosa finendo per guadagnarsi un posto tra le titolari. Portanova decide quindi di inserirla nella lista delle 23 calciatrici che disputano la Copa América Femenina di Colombia 2022, venendo impiegata in tutti i sei incontri giocati dall'Argentina e condividendo con le compagne il percorso della sua nazionale che la vede tra le protagoniste, riuscendo alla fine, grazie alla vittoria per 3-1 sul Paraguay nella finalina per il 3º posto a guadagnarsi l'accesso diretto al Mondiale di Australia e Nuova Zelanda 2023.
Nel luglio 2023 Portanova la conferma in rosa con le 23 giocatrici in partenza per il campionato mondiale.

## Palmarès

### Club
- Campionato argentino: 4

UAI Urquiza: Transición 2020, Clausura 2021, 2022, 2023
- Superfinal: 1

UAI Urquiza: 2021